# Владая
 Тази статия е за селото в България.  За селото в Гърция вижте Владая (дем Кукуш).  
Влада̀я е село в район Витоша на Столична община, област София. Населението му е около 3978 души (15 март 2024).

## География
Село Владая се намира във Владайския проход, на северозападния склон на планината Витоша, на 14 километра от центъра на София и на 18 km от Перник. През селото преминава Владайската река, която тук прави остър завой и продължава на североизток към София. Непосредствено на запад от селото преминава главният вододел на Балканския полуостров, разделящ тук водосборните басейни на реките Искър и Струма.

## Етимология
Според „Българския етимологичен речник“ името произхожда от личното име Владай, запазено във влахо-българска грамота от 1577 година – сравнимо е старополското лично име Włodау. Името е прилагателно с наставка -ja, тоест Владаева (вьсь, тоест село) или родителен падеж от Владай – сравними са сръбското местно име Владаје, румънското Vlădaia и др. Възможно е и името да е направо от женското лично име Владая, запазено във влахо-българска грамота от 1610 г.

## История
При избухването на Балканската война през 1912 г. 2 души от с. Владая са доброволци в Македоно-одринското опълчение.
В края на Първата световна война край селото се водят тежки боеве по време на Войнишкото въстание, наречено също Владайско въстание. Войските на въстаниците са ръководени от земеделския водач Райко Даскалов. През юли 1953 г. името на с. Владая е заменено от „Райко Даскалово“, но през 1962 г. е върнато на „Владая“.
По времето на социализма от 1972 до 1992 г. кмет на селото в продължение на 6 последователни мандата е Димитър Панев: всяка улица на селото е настлана с асфалт или паваж, направена е канализация (много важен фактор, който отличава с. Владая от другите селища в полите на Витоша); открива се стадионът на селото, дискотека с ресторант (по-късно е затворена), създаден е младежки танцов клуб в читалището. Последните 2 новости стават предпоставка за ежеседмични концерти както на най-известните за онова време естрадни певци – от Емил Димитров до Вили Кавалджиев, така и на известни рок и поп групи като „Тангра“, „Диана Експрес“ и др.
След промените и идването на демокрацията Панев е свален от поста. През 1999 г. той се кандидатира като независим и е избран за кмет отново.

## Население
Численост на населението според преброяванията през годините:
| \| Година на преброяване \| Численост \| \| --------------------- \| --------- \| \| 1934 \| 1552 \| \| 1946 \| 2035 \| \| 1956 \| 3117 \| \| 1965 \| 3390 \| \| 1975 \| 3495 \| \| 1985 \| 3408 \| \| 1992 \| 3185 \| \| 2001 \| 3595 \| \| 2011 \| 3581 \| \| 2021 \| 3550 \| |           |
| Година на преброяване | Численост |
| 1934 | 1552      |
| 1946 | 2035      |
| 1956 | 3117      |
| 1965 | 3390      |
| 1975 | 3495      |
| 1985 | 3408      |
| 1992 | 3185      |
| 2001 | 3595      |
| 2011 | 3581      |
| 2021 | 3550      |

## Транспорт
Владая се обслужва от две автобусни линии на градския транспорт на София – 58 и 59.

## Култура
На центъра на селото се намира 86-о основно училище „Св. Климент Охридски“. В с. Владая има развити допълнителни културно-образователни дейности, основно в читалище „Светлина“, където има школа за пиано, танцов състав „Владайска младост“ и група „Алабалница“, печелила много награди.

## Религия
Изповядва се предимно православно християнство.

## Икономика
Във Владая на времето е имало пет кариери, които са произвеждали много голяма част от сиенитните павета на София, а в тях е работела и голяма част от населението на селото. Също има и завод за преработка на камъни „Мрамор Гранит“. Навремето е имало и фабрика за барут, която по-късно става химически завод с името „Красная звезда“ (днес има само малко останали постройки от нея).

## Забележителности
- Владайски манастир „Св. Петка“
- Паметник на „Св. Иван Рилски“
- Паметник на загиналите при „Войнишкото въстание“
- Паметник на украинската поетеса Леся Украинка
- Туристически път „Златни мостове“
- Туристически път „Тихия кът“

## Редовни събития
- Събори:
  - на 15 август (Света Богородица), на мястото за построяването на нова църква в началото на селото
  - на 14 октомври в двора на манастира „Св. Петка“
  - на 19 октомври при паметника „Св. Иван Рилски“
- шопски празник в читалище „Светлина“
- традиционен ски празник „Купа Владая“ на 2 март

## Личности
- Братя Митеви – певци на български народни песни
- Владимир Ампов – Графа – български поп изпълнител
- Жорж Ганчев – български политик
- проф.д.т.н. Георги Михов - български учен, професор по киберзащита и изграждане на системи за информационна сигурност